# Noci
Noci est une commune de la ville métropolitaine de Bari, dans la région des Pouilles, en Italie.

## Histoire
Le bourg dont les origines remontent probablement à l'époque normande, a pris de l'importance quand les habitants des villages voisins, Barsento et Casaboli, y ont été relogés, aux XIIIe et XIVe siècles. 

## Économie
Le territoire communal fait partie de la zone de production de la mozzarella di Gioia del Colle (AOP).

## Administration
| Période                                  | Période    | Identité            | Étiquette               | Qualité     |
| ---------------------------------------- | ---------- | ------------------- | ----------------------- | ----------- |
| 15/04/2008                               | 19/02/2013 | Pietro Liuzzi       | Le Peuple de la liberté | Sindaco     |
| 19/02/2013                               | 21/06/2013 | Francesco Minervini | -                       | Comm. pref. |
| 21/06/2013                               | En cours   | Domenico Nisi       | Parti démocrate         | Sindaco     |
| Les données manquantes sont à compléter. |            |                     |                         |             |

### Hameaux
Lamadacqua.

### Communes limitrophes
Alberobello, Castellana Grotte, Gioia del Colle, Mottola, Putignano.